# Принцметалова ангина
Принцметалова ангина, вазоспазам коронарних артерија је необичан и редак облик ангине пекторис, са честим дуготрајним нападима, бола у грудима у миру, понекад и у кревету, ничим неиспровоциран, по чему се она разликује од класичне пекторалне ангине. Ова врста ангине је последица спазма коронарних (срчаних) артерија који доводи до нагле, пролазне, редукције њиховог лумена са последичним смањеним протоком крви и појавом исхемје у срчаном мишићау. То значи да напади ангинозног – стенокардичног бола — не зависе од провоцирајућих чинилаца, као што је нпр атеросклероза физички напор итд. Бол, изазван спазмом, почиње нагло најчешће у циклусима и јавља се и завршава у исто време сваког дана (нешто чешће у вечерњим часовима)

## Алтернативни називи и историјат[4]
- Спазам коронарних артерија је привремено, изненадно сужавања једне од коронарних артерија (које крвљу снабдевају срце). Појава спазма успорава или зауставља проток крви кроз срчане (коронарне) артерије и оставља део срца без крви богате кисеоником.[тражи се извор]
- Варијантна ангине пекторис, спонтана (специфична, вазоспастична, варијанта) ангина пакторис[5].
- Принцметалов синдром
- Принцметалов облик ангине
- Принцметалов облик ангине пекторис
- Принцметал-Масуми синдром — по др Мајрону Принцметалу и Рашиду А. Масумију

Принцметалова ангина као најчешће примењивани назив за ову болест носи име по америчког кардиолога др Мајрона Принцметала (енгл. Myron Prinzmetal 1908-1987), који је са сарданицима 1959. описао ову болест, као једну од варијанти (облика) ангине пекторис.
Иако се мислило да је вазоспастичну ангину први открио и описао Принцментал, овај облик ангине, први пут је описан још 1930. од стране других истраживача
Након др Принцметала, др Масери је 1978. детаљно описао клиничке, електрокардиографске и и ангиографске карактеристике Принцметаловог синдрома код 138 пацијената са овом варијантом ангине и закључио да ову болест карактерише синдром, знатно сложенијих поремећаја него што је то првобитно закључио др Принцметал.

## Епидемиологија

### Учесталост
Подаци о учесталости Принцметалове ангине варирају у различитим клиничким студијама у зависности од; географског положаја проучаваног становништва, критеријума који су примењени у тестирању пацијената и различито дефинисаних услова истраживања.
У САД, учесталост је међу најнижим у свету. Код око 4% пацијената након коронарне ангиографије постоје докази о фокалним спазмима, (који су дефинисани као 75% смањење лумена коронарне артерије након примене ергоновина.
У Француској, је око 12% пацијената имало позитиван налаз након спроведеног, на ергоновину заснованог, тестирања, док у јапанским студијама објављеним у публикацијама, о спазму коронарних артерија, наводе позитиван налаз код око 30% пацијената.

### Морталитет / Морбидитет
Прогноза код болесника са Принцметаловом ангином зависи од степена атеросклеротских промена у коронарној болести. Код пацијената без или чак са једним атеросклерозом измењеним крвним судом, је бенигна са стопом преживљавања до 99% за 1 годину дана и 94% на 5 година. С друге стране, преживљавање пацијената са мултиплим атеросклеротским променама коронарних артерија пада на 87% за 1 годину и 77% на 5 година. Стопа преживљавања је такође ниже код пацијената са вишеструким спазмима

### Раса, пол, старост
Јапански пацијенти имају много већу шансу за развој Принцметалова ангина од кавкаских пацијената. Када је процену извршио исти тим, јапански пацијенти су имали три пута већу учесталост грчева у односу на своје колеге са кавказа иако су обе групе пацијената имале сличне просечне промене са коронарним спазмима.
Ваерује се према неким истраживањима да жене чешће оболелевају од Принцметалове ангине, иако неке друге прогностичке студије наводе за је она учесталија код мушког пола. Међу женама, овај облик ангине релативно може бити чешћи код кавкаских пацијенаткиња (22%) него у јапанских пацијенткиња (11%).
У односу на старост пацијената појаве симптома је променљива у односу на узраст, али, у просеку, болест код пацијента почиње у 50. години.

## Патофизиологија
Принцметалова ангина изазвана је оклузијом проксималних коронарних артерија или њихових грана, повременим спазмом, па се зато у пракси назива и вазоспастична ангина пекторис. Спазам може настати на потпуно нормалној или лако атеросклеротски измењеној коронарној артерији (што је чешћи случај), а узрокован је хиперреактивношћу сегмента коронарне артерије услед дисфункције њеног ендотела. Болесници су, углавном млађе особе, нешто чешће жене и углавном пушачи.
Најчешће види у току ноћи и уз тешке поремећаје срчаног ритма. Електрокардиограм снимљене током напада ће указати елевацијом СТ сегмента, а не депресија. Стање се јавља без претходне промене срца и крвни притисак. Већина пацијената су у основи коронарне болести, али неки имају нормалне артерије. Продужени напад може довести до вентрикуларних аритмија, инфаркт миокарда, срце блок, и изненадне смрти.
Болови се јављају спонтано, без провокативних момената (без претходне промена на срцу и крвном притиску), у циклусима, најчешће у току ноћи, трају нешто дуже уз тешке поремећаје срчаног ритма и не реагују увек промптно након узимања нитроглицерина. Бол, је доста често праћен и променом коморског комплекса због промена срчаног ритма који може узроковати синкопу. Продужени напад може довести до вентрикуларних (коморских) аритмија, инфаркта миокарда, срчаног блока, и изненадне смрти.
ЕКГ промене код овог типа ангине јављају се само у току напада болова и карактеришу се пролазном елевацијом (подизањем) S-Т сегмента, што указује на исхемијом изазвану лезију срчаног мишића.

## Етиологија
Тачан узрок спазама (грчева) коронарних артерија није познат. Најчешће се као узрок наводи нарушена функција танке слузокоже крвних судова која се зове ендотел. Нормалне коронарне артерија производе хемијске супстанце (азот оксид) која шири крвне судове и омогућава да кроз њих крв протиче са лакоћом. Ако је унутрашњи омотач коронарних артерија оштећен оне не функционишу нормално. Зато се они лакше могу сузити, и довести до срчаних спазама и ангинозних болова. У етиологији ове болести наводе се бројни предиспонирајући фактори, као покретачки механизам вазоспазма коронарних артерија.

### Предиспонирајући фактори
Расна предиспозиција
Наводе се у бројним студијама као један од значајних фактора, а заснована је на поређењу података добијеник код кавкаски и јапански пацијента о већој учесталости дифузно хипер-реактивних коронарних артерија са јако честим мултиваскуларним спазмима у овим расама, која се значајно разликује од података добијенимх код осталих етничких група у свету. Сматра се да присутност генетички и еколошких фактори код ових раса игра кључну улогу у појави вазоспазама.. Међу генетичке факторе, као доминантан наводи се ХЛА антиген–HLA-DR2 који највероватније утиче на промену амино киселинском састава у ендотелу артерија (што утиче на смањену продукцију азот оксида), или на промене у функцији аутономног нервног система.. 
Полне разлике
Механизам полних разлика откривен је у току истраживања код жена. Нивои проширења артерија хемијским материјама су већи када је ниво естрогена у одређеним фазама менструалног циклуса висок. Студије су показале да током овог периода, када су нивои естрогена у крви високи, жене имају мање и ређе нападе болова у грудима. Жене које рано уђу у менопаузу имају двоструко већу шансу за појаву вазоспазма коронарних артерија и већи ризик од срчаног удар у каснијем животу.
Пушење
Истраживањима је утврђено да пушачи имају већу тенденцију ка нижим нивоима азотног оксида у крвним судовима него непушачи, што такође повећава склонсот ка вазоспазмима праћеним ангинозним боловима. Зато се сматра да је пушење један од главни фактор ризика за појаву коронарног спазама.

### Провоцирајући фактори
Поред тога што се Принцметалова ангина може јавити без разлога (безузрочно), она може бити изазвана и:
- Злоупотребом алкохола
- Емоционалним стресом
- Излагањем хладноћи
- Употребом лекова који изазивају сужење крвних судова (вазоконстриктора)
- Применом стимулишућих супстанци као што су амфетамин и кокаин.

Међутим, постоје и истраживања која сматрају да теорија о дејству азот оксида не може у потпуности објаснити етиологију Принцметалове ангине. Код атеросклерозе, због закречавања артерија услед гомилање масних наслага, смањује се обим проширења крвног суда под дејством азот-оксида, али се и поред тога код свих оболелих од атеросклерозе не јављају се спазми коронарних артерија.
Као алтернативни (или коегзистирајући) механизми у спазму коронарних артерија могу бити; увећана вредност фосфолипазе Ц, висок ниво холестерола, висок крвни притисак, шећерна болест, недовољна физичка активност, неадекватна исхрана итд.
Други могући узроци су поремећаји у функцијама нервног система (мозга, кичмене мождине), или мишићног ткива, који су укључени у процес сужења или проширења артерија.
Вазоспазам коронарних артерија може бити повезана и са повећаним вредностима маркера оксидативног стреса и запаљења, укључујући ту и тиоредоксин, Ц-реактивни протеин, и већи ниво моноцита.
Интересантно је да и особе са неким особинама понашања (као што су одређени типови личности, са паничним поремећајем, и тешком анксиозношћу) такође могу реаговати појавом вазоспазама коронарних артерија.
Једна од могућности за појаву вазоспазама коронарних артерија су и повреде слузокоже артерија, кроз које продиру хемијске материје из мишића изазивајући сужење крвних судова.

## Дијагноза
Поставља се на основу;
- анамнезе,
- физичког прегледа,
- клиничке слике
- ЕКГ, транзиторна елевација S-T сегмента које представљају „кључ“ за правилну дијагнозу ове болести
- специфичног теста за дијагностиковање Принцметалове ангине (тзв ергоновинског теста), који се изводи тако што се у коронарну артерију прогресивно убризга ергоновин у већим дозама. Овај текст се примењује само код болесника без значајних стеноза коронарних артерија. Као позитиван налаз теста, сматра се фокални (жаришни) спазам коронарних артерија.

## Диференцијална дијагноза
Пре него што се постави коначна дијагноза Принцметалове ангине, диференцијално дијагностички треба имати у виду следеће поремећаје (болести) који могу да изазову симптоме сличне ангинозним вазоспазмима;
- Ангина пекторис (стабилна и нестабилна)
- Анксиозни поремећаји
- Атеросклероза коронарних артерија
- Поремећаји моталитета једњака и Спазам једњака
- Изоловане аномалије коронарних артерија

- Инфаркт миокарда
- Исхемија миокарда
- Панични поремећај
- Перикардитис, акутни
- Тровање кокаином
- Емболија плућа
- Запаљење плућа
- Пептички улкус (чир)
- Гастроезофагеални рефлуксна болест
- Напрезање мишића
- Панкреатитис
- Акутна дисекција аорте.

## Терапија
Лечење и превенција Принцметалове ангине као и код осталих облика коронарне болести срца заснива се на следећим принципима;
Опште превентивне мере
Имају за циљ заштиту болесника од даљег погоршања болести и заустављање појаве (или учесталости) нових напада болова уз истовремено успоравање развоја коронарног процеса. У ову групу мера првенствено спада престанак пушења и избегавање боравка у простору загађеном дуванским димом и другим штетним испарењима.
Лечење манифестних клиничких симптома и спречавање рецидива
Иницијални медицински третман треба да укључи подјезичну, пероралну, или интравенску терапију. На пример; нитроглицерола подјезично 0,3-0,6 mg или nifedipin-а 10 mg подјезично или 10–15 mg izosorbid dinitrat-а подјезично .
Стандардни терапија, може да укључујучи и примену антиагрегационих/антитромботичких лекова, статина, и бета-блокатора (нпр. atenolol или metoprolol.
Када се постави дијагноза коронарног артеријског васзоспазма, могу се применити блокатори калцијумских канала и дуготрајна терапија нитратима нпр izosorbid dinitrat-ом или mononitrat-ом (као дугорочна профилакса).
Опште хигијенско-дијететске мере
Реваскуларизација (стентовање) коронарних артерија и друге инвазивне методе лечења у ових болесника, углавном се не примењује.

## Прогноза
Са дужином трајања ангине пекторис ток и тегобе се продужавају различитом учесталошћу, и интензитетом напада и наглашеним, повремено комплетним ремисијама и епизодама срчаног удара, или се могу завршити изненадном смрћу.
Просечна, дужина преживљавање након првог напада ангине пекторис износи 8 до 10 година. Смртност настаје у око 5-8% болесника, и ван учесталости која се очекује на основу старости и пола болесника.
Дужину живота код болесника са манифестном ангином пекторис скраћује и шећерна болест, повишен крвни притисак, кардиомегалија, конгестивна инсуфицијенција, срчаног удара, аритмија срца изазване поремећајем у спроводном систему срца итд.
Прогноза ангине пекторис је значајно лошија код болесника који су доживели прве ангинозне нападе пре 40 године живота, као и код оних из чије се породичне анамнезе дознаје за рану срчану смрт неког од ближих рођака. Инсуфицијенција срца прогностички такође спада у један од могућих узрока превремене смрти у ангини пекторис.
Од укупног броја болесника са ангином пекторис 50% умире изненада, а око 33% после срчаног удара.